# Sogn Gieri (Schlans)

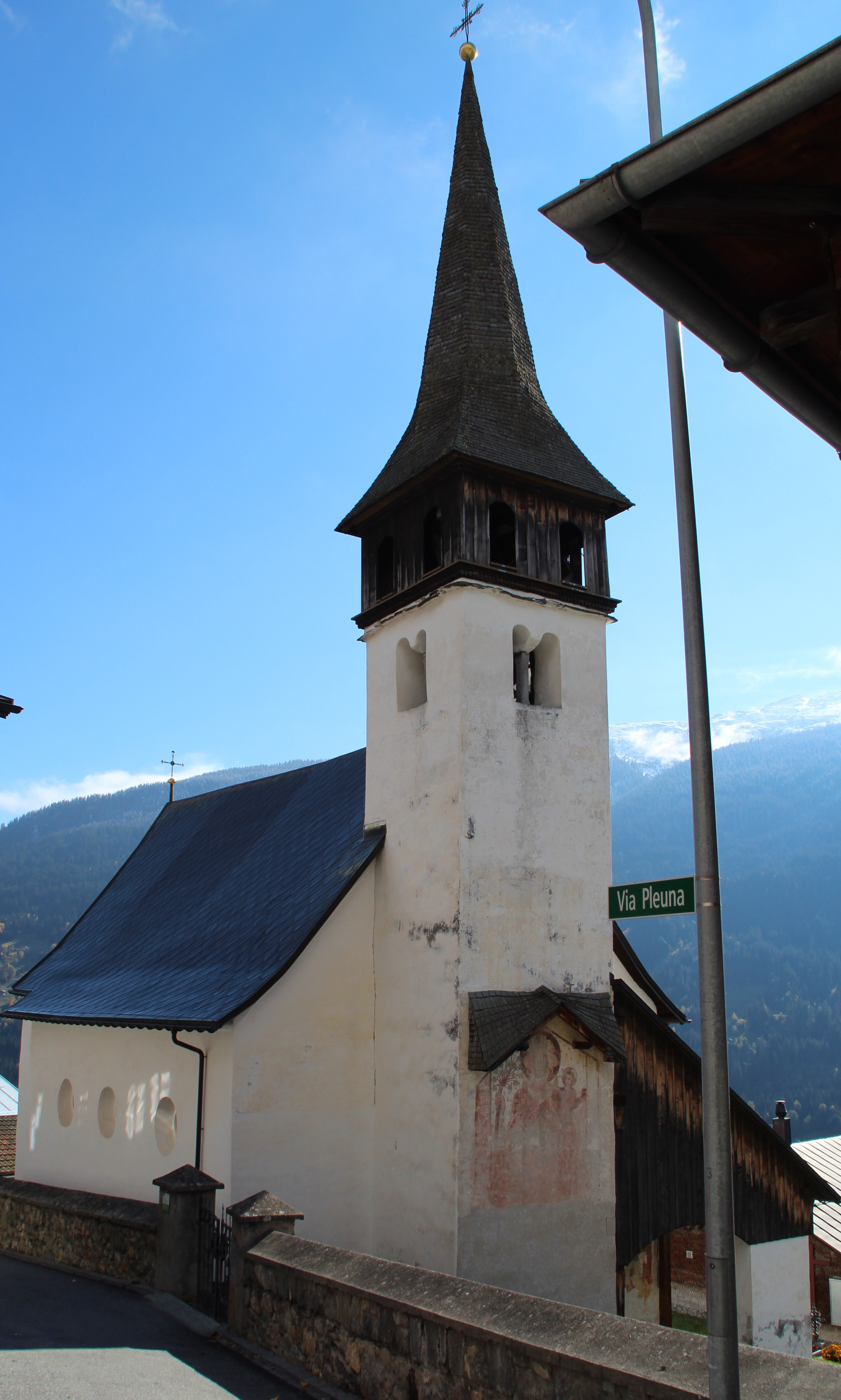
Ansicht von Westen

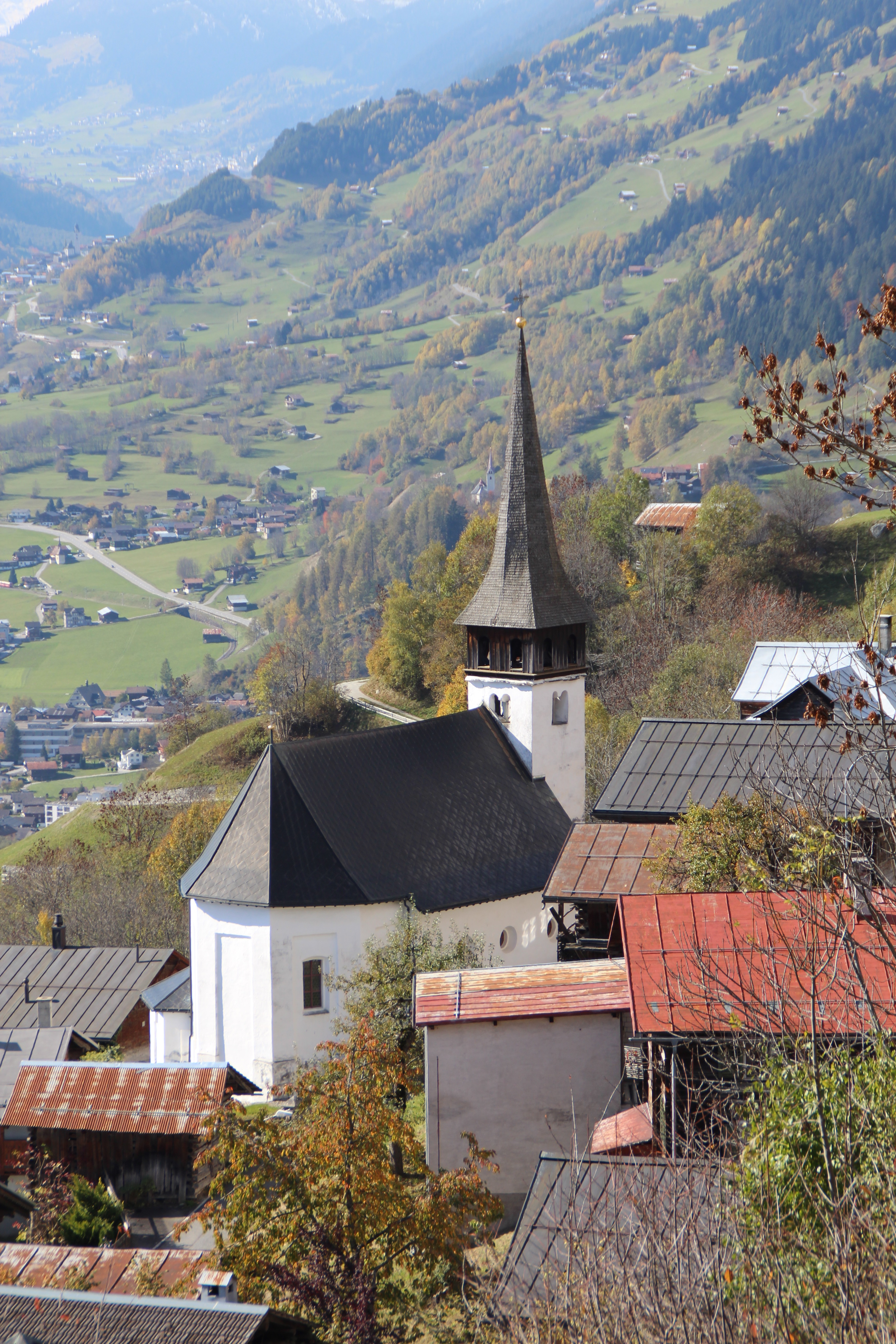
Lage im Dorf, Blick talaufwärts

Die katholische Kirche Sogn Gieri (rätoromanisch im Idiom Sursilvan für St. Georg) steht in Schlans im schweizerischen Kanton Graubünden. 

## Geschichte
Die Kirche von Schlans erscheint urkundlich erstmals 1185 als capella de Selaunes, als die Pfarrkirche von Breil/Brigels an das Kloster Disentis überging. Ob Schlans damals schon eine eigene Pfarrei war, ist unklar. 1184 bestätigte Papst Lucius III., dass die Kapellen «Sogn Sievi» in Brigels und «Sogn Gieri» in Schlans zur Pfarrei Brigels gehörten und im Besitz des Klosters Disentis seien. Während Hunderten von Jahren wurde Schlans von der Pfarrei Brigels betreut. 
Am 5. Juni 1518 wurde die Kirche selbständig. Erwähnt wird das Patrozinium des Heiligen Georg und der Heiligen Scholastika. An einer Weihe vom 31. Mai 1630 wird die Kirche noch als ecclesia filialis von Broil (Brigels) bezeichnet, das Patrozinium der Scholastika wird dabei nicht mehr erwähnt. Kurz darauf wurde sie renoviert und zur Pfarrkirche ernannt, denn bei der Visitation von 1643 wird sie als ecclesia parochialis (Pfarrkirche) erwähnt.

## Baugeschichte
Die heutige Kirche geht auf einen Neubau von 1671 zurück. Vom Schiff der mittelalterlichen Kirche existieren südlich des Turmes nur noch ein Teil der Westfront und das anschliessende Stück der südlichen Langseite bis zum Einsprung. 
Bei der Vergrösserung von 1671 bezog man altes Mauerwerk in den Neubau ein. Renovationen erfolgten in den Jahren 1904, 1928 und 1982. Bei archäologischen Untersuchungen wurden die Fundamente des 1185 erwähnten Gründungsbaus sowie Umbauphasen um 1300, 1509 und 1615 freigelegt.

## Baubeschreibung
Der geostete Bau besteht aus einem dreiseitig geschlossenen Chor und einem verhältnismässig breiten Schiff, das sich nach Osten gegen den Chor um rund einen Meter verjüngt. Der Chor ist mit einem Tonnengewölbe gedeckt. Am Chorbogen ist die Jahreszahl des Baudatums 1671 aufgemalt. Der barocke Choraltar stammt aus der Zeit um 1671, die spätgotischen Bilder aus der Zeit um 1475. 
Der ungegliederte Turm vor der Westfront dürfte aus dem 13. Jahrhundert stammen, sein Abschluss mit achteckigem Spitzhelm vermutlich aus dem Spätmittelalter. Südlich des Turms liegt eine gedeckte Vorhalle, an der Wand eine auf Holz gemalte Prozessionsdarstellung aus dem 18. Jahrhundert.

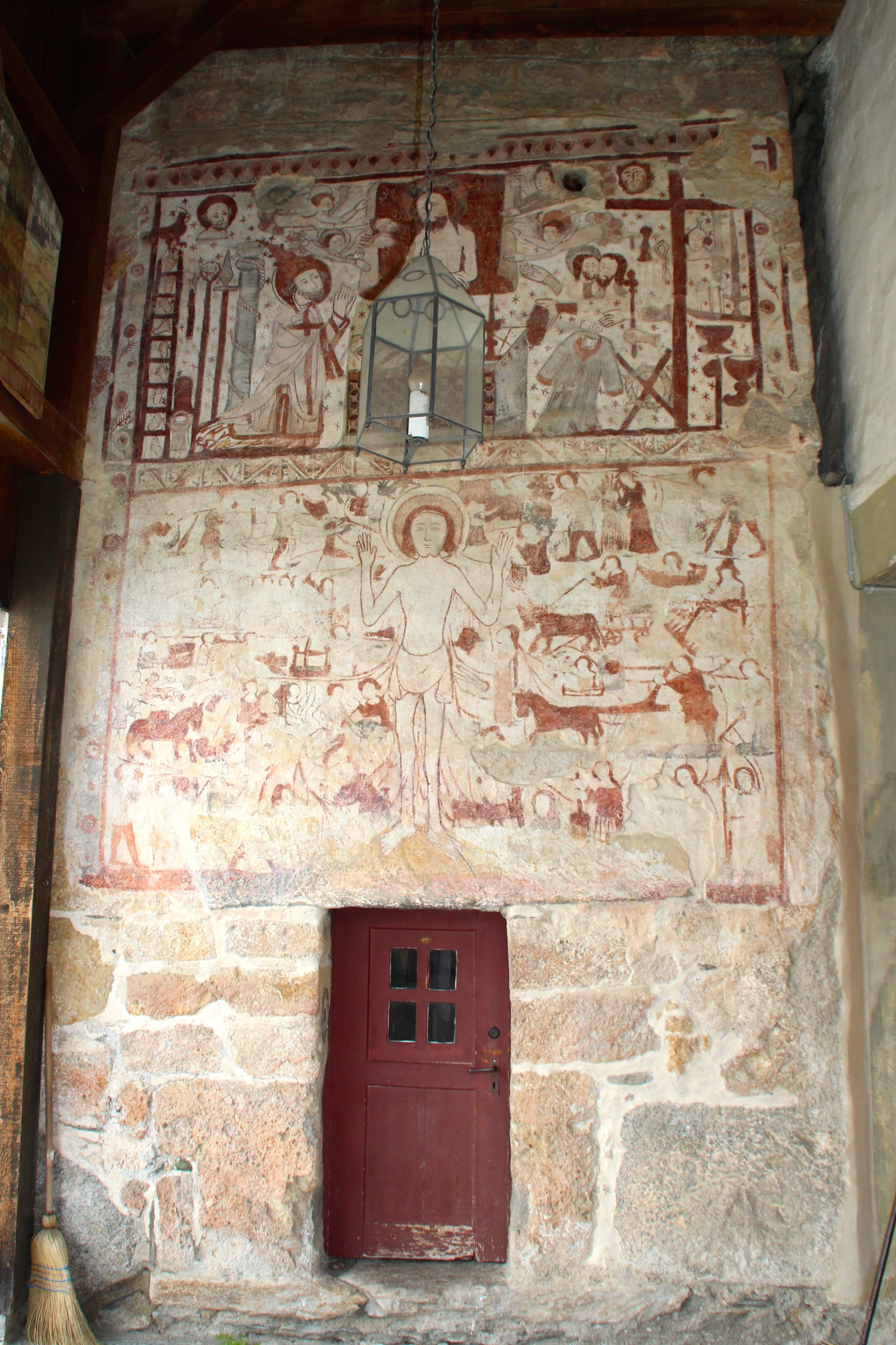
Turmwand in der Vorhalle

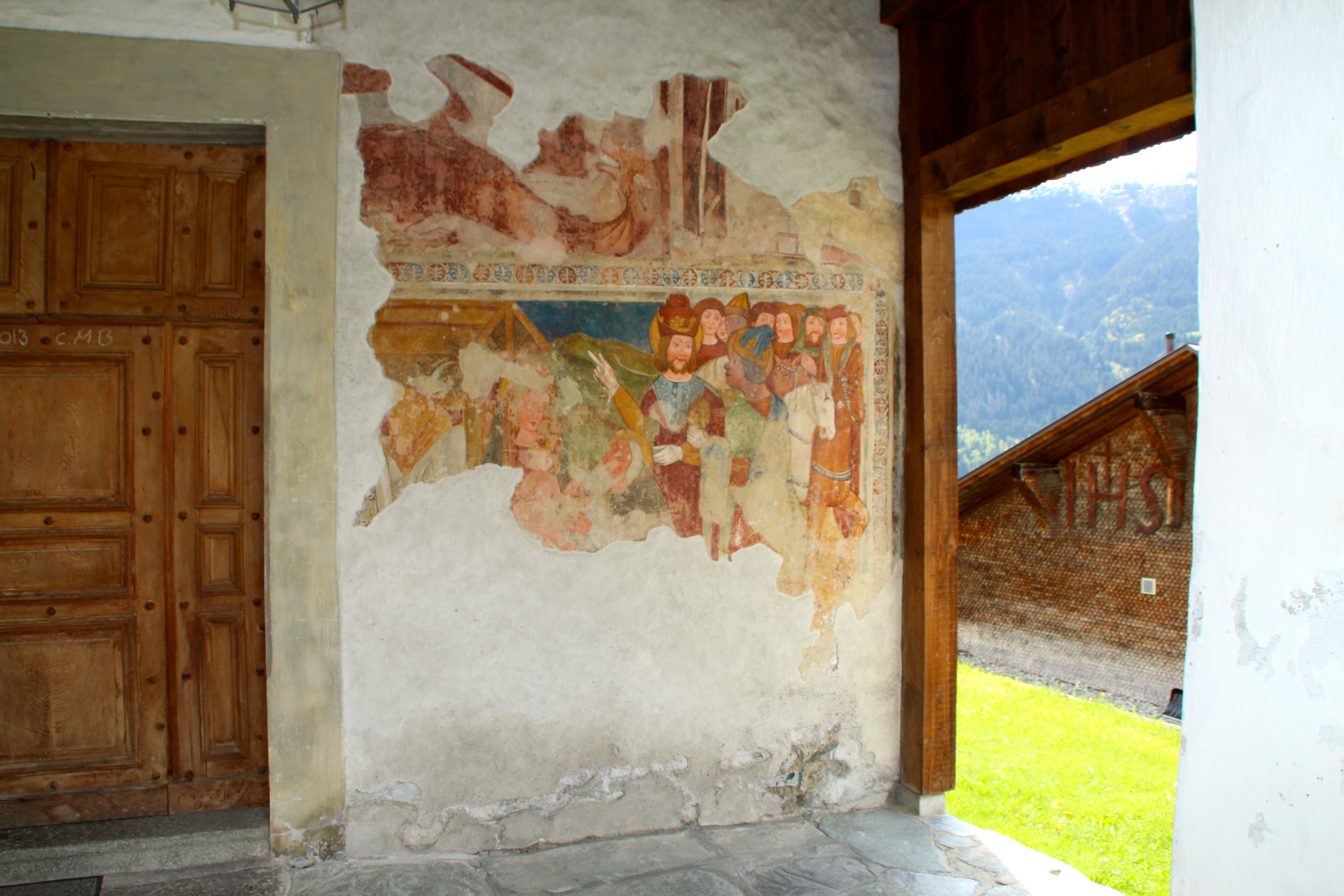
Epiphanie

## Wandmalereien
An der Südseite des Turmes stellt eine Zeichnung aus dem späten 14. Jahrhundert die Gebote der Feiertagsheiligung dar. Christus steht mit erhobenen Händen zwischen Symbolen der an Feiertagen verbotenen Arbeiten, hauptsächlich bäuerliche Tätigkeiten. Die Gregorsmesse darüber stammt vom Rhäzünser Meister und entstand im späten 14. Jahrhundert Der Heilige kniet vor dem Altar der Kirche Santa Croce in Rom vor Christus. Auf dem Grund sind die Instrumente der Passion verteilt. Die Parallelität der zerstreuten Handwerkssymbole auf dem «Feiertagsbild» und der Passionsinstrumente zeigt die innere Verwandtschaft beider Bildmotive, die übrigens auch in der Kirche von Rhäzüns nebeneinander erscheinen. 
Das Epiphanienbild unten an der Westfront stammt von einem lombardischen oder Tessiner Maler aus der Zeit um 1515, darüber das Fragment eines Drachenkampfes des heiligen Georg, vermutlich vom Waltensburger Meister. Teile der Malereien wurden beim Bau der Vorhalle zerstört. Auch der Christophorus an der Westseite stammt vom Waltensburger Meister. 1928 wurden weitere Wandmalereien aufgedeckt und restauriert.

## Kirchenmusik
- Die Orgelbauer Gebrüder Mayer, Feldkirch, ersetzen 1893 eine Orgel von 1836 durch eine mechanische Kegelladenorgel mit 11 Registern auf einem Manual und Pedal. 1983 wurde das Instrument durch Orgelbau Felsberg restauriert.
- Im Kirchturm hängen vier Glocken, die 1932 von Glockengiesser F. Hamm in Staad gegossen wurden. Zwei ältere Glocken aus dem 14. und dem 15. Jahrhundert werden im Schulhaus aufbewahrt.

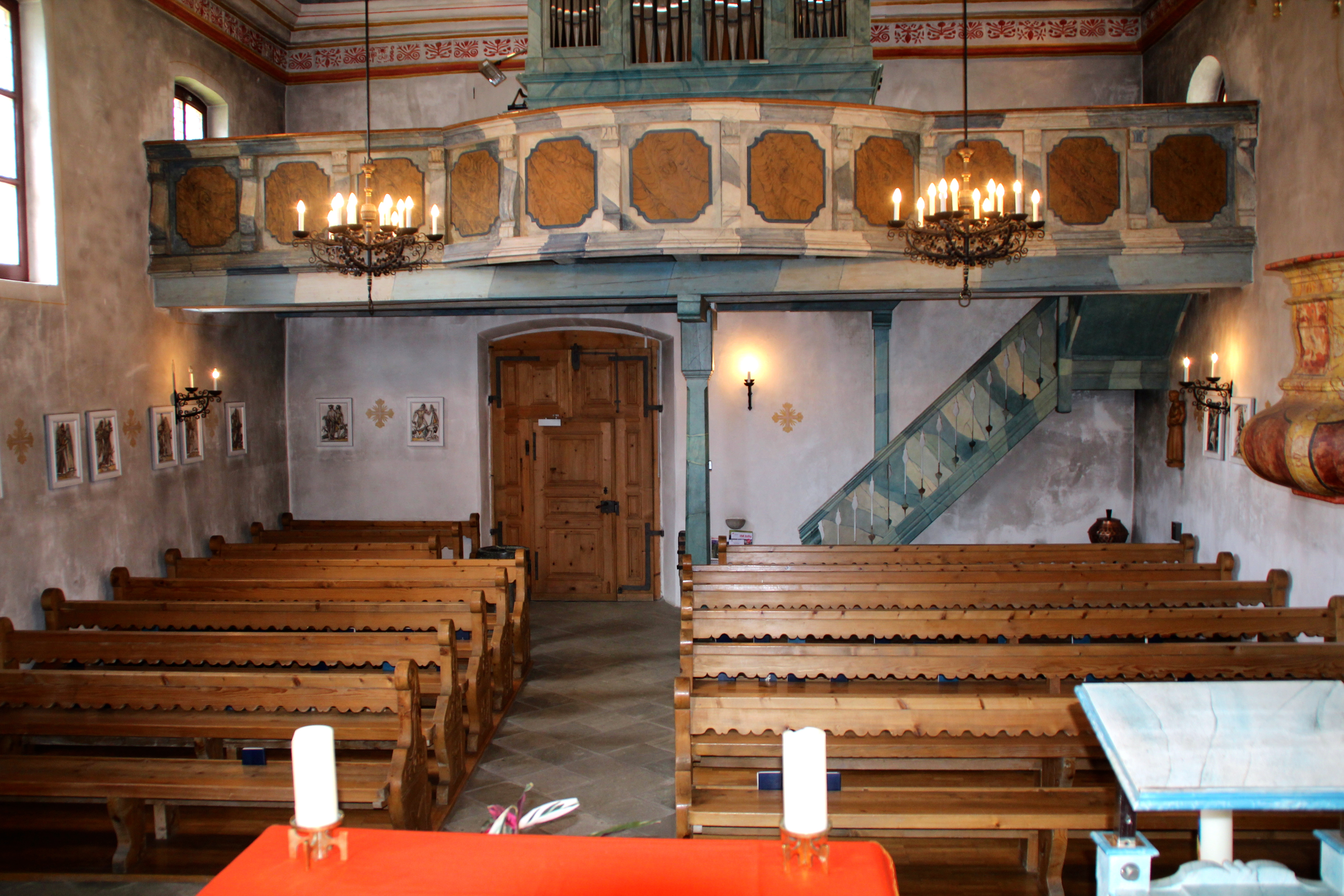
Blick zur Empore
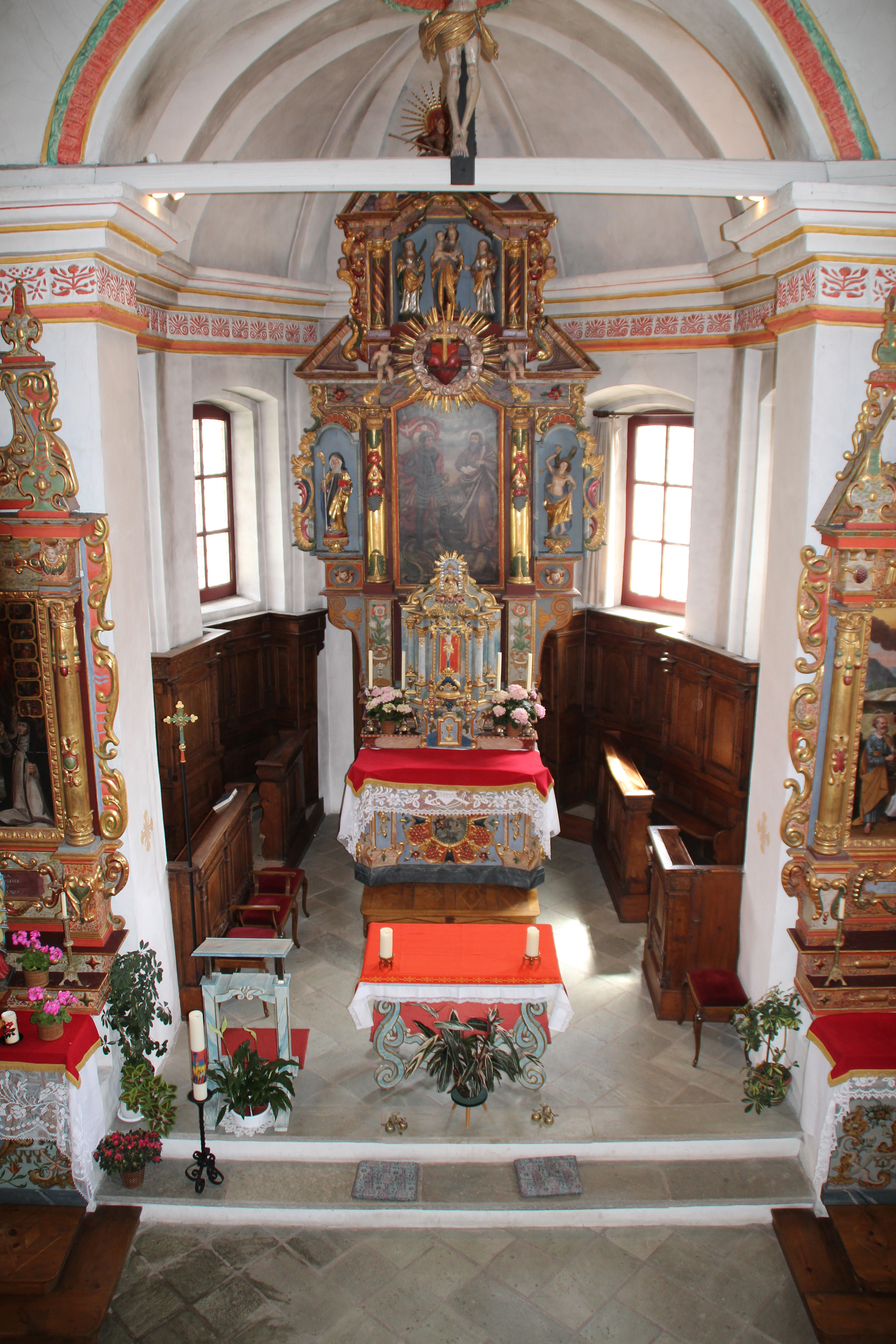
Innenraum
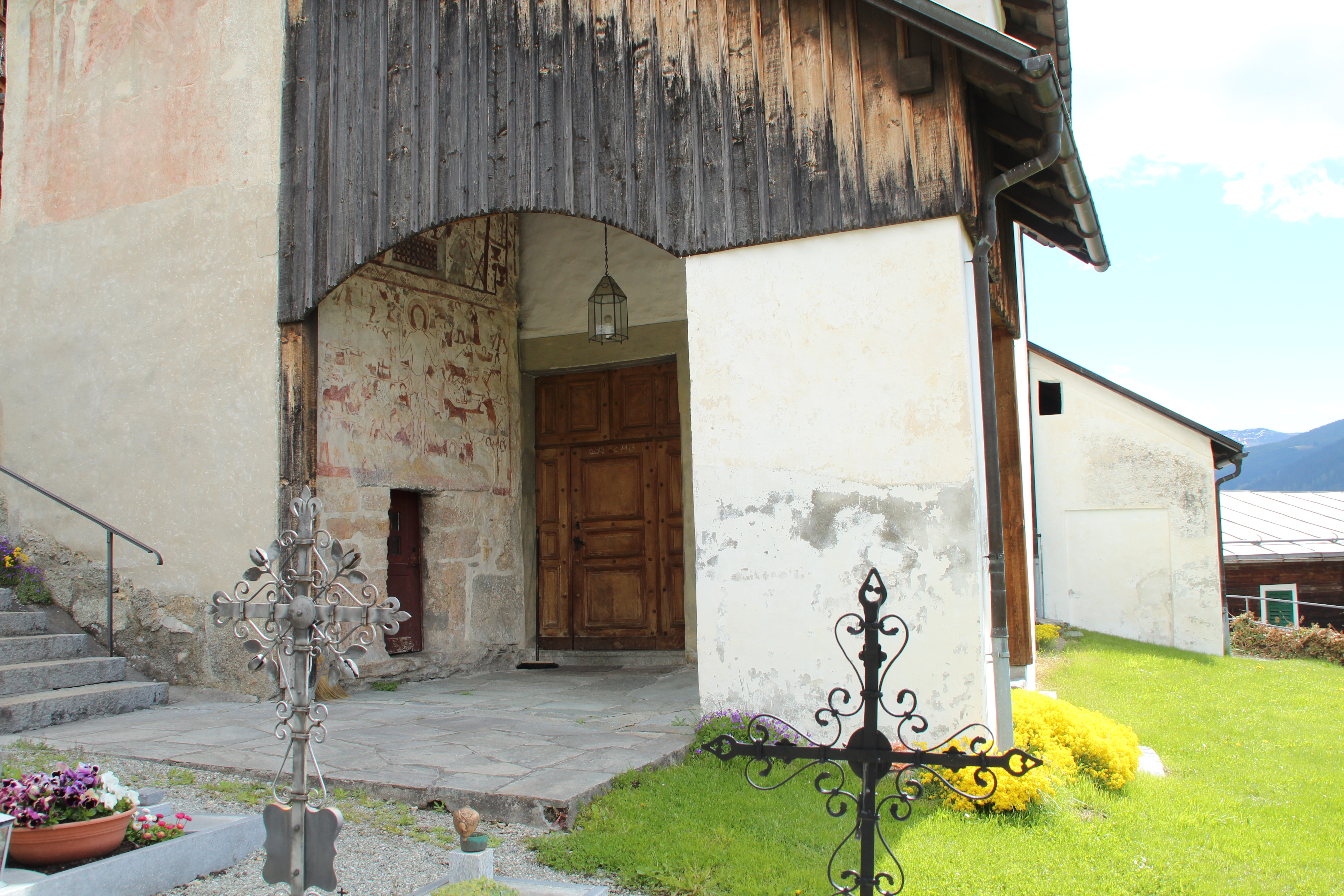
Blick in die Vorhalle
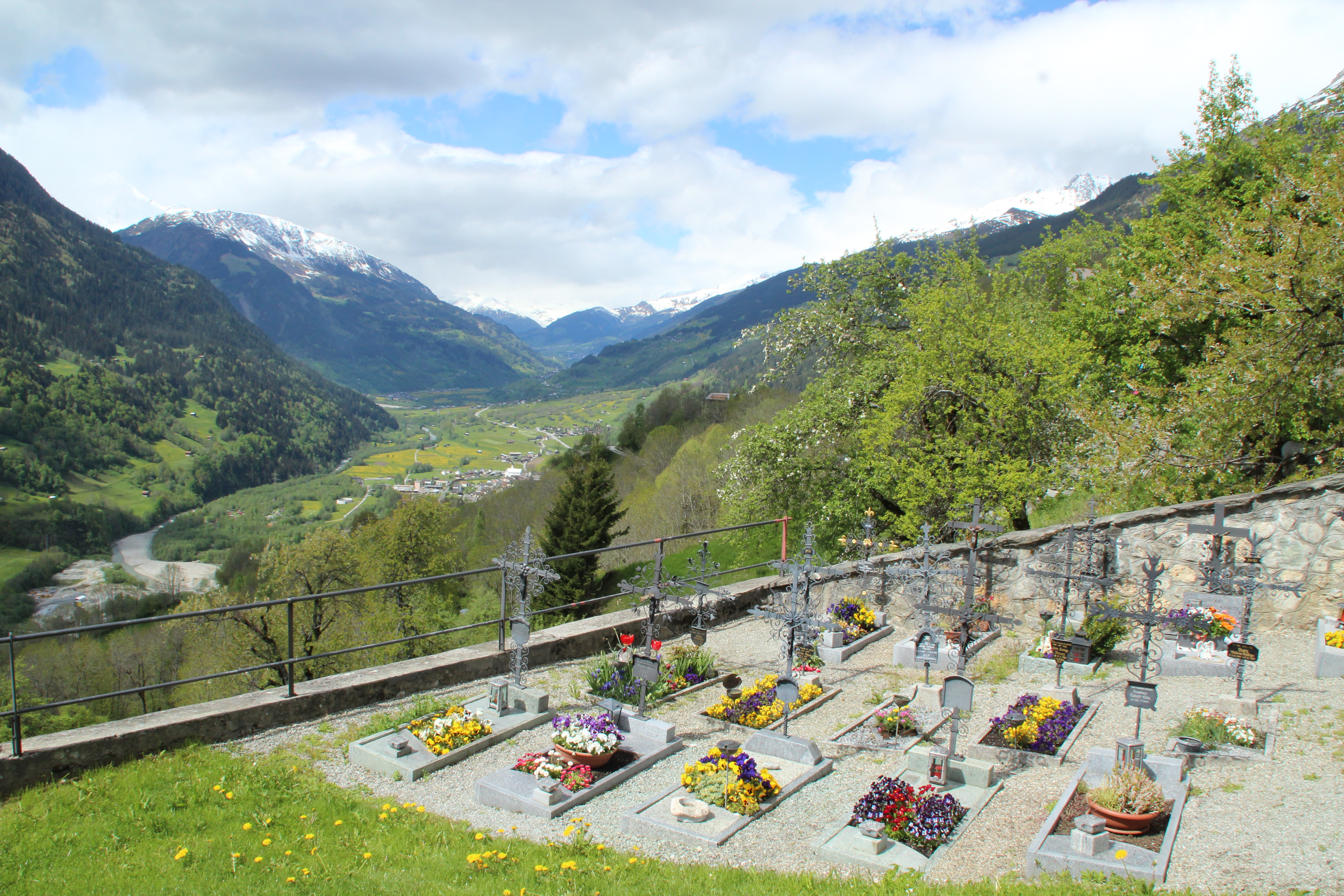
Friedhof